# Hauptstadt der Bewegung

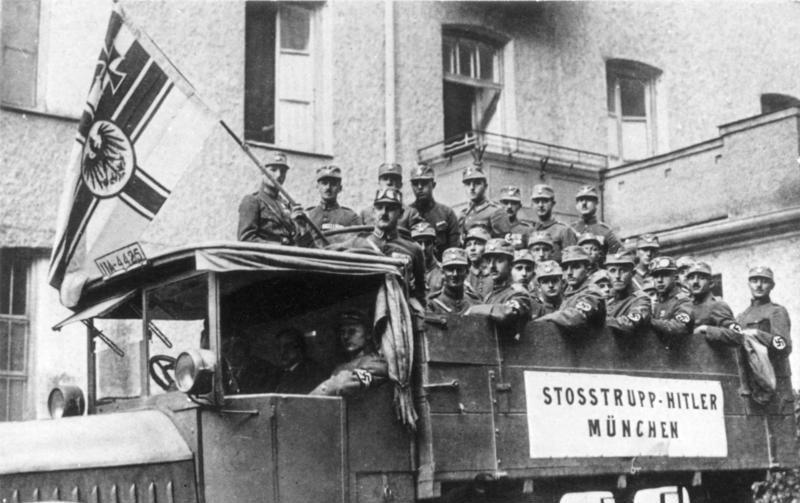
Stosstrupp Hitler (troupe d'assaut « Hitler ») de Munich, en 1923.

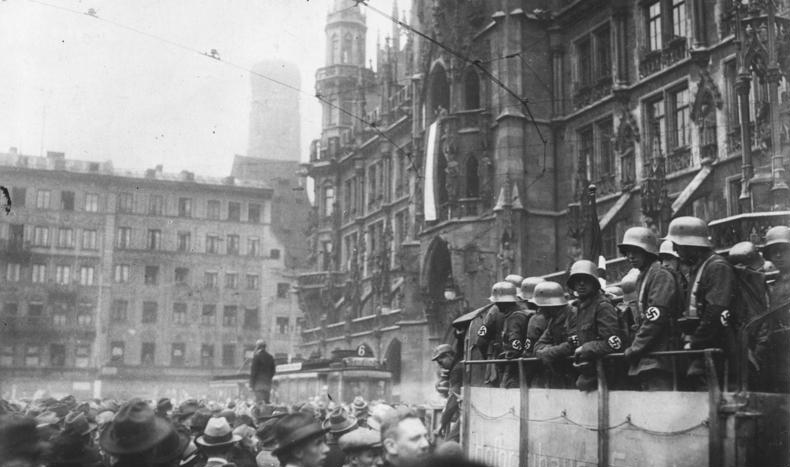
Troupes du NSDAP sur la Marienplatz lors du putsch raté de la Brasserie, 1923.

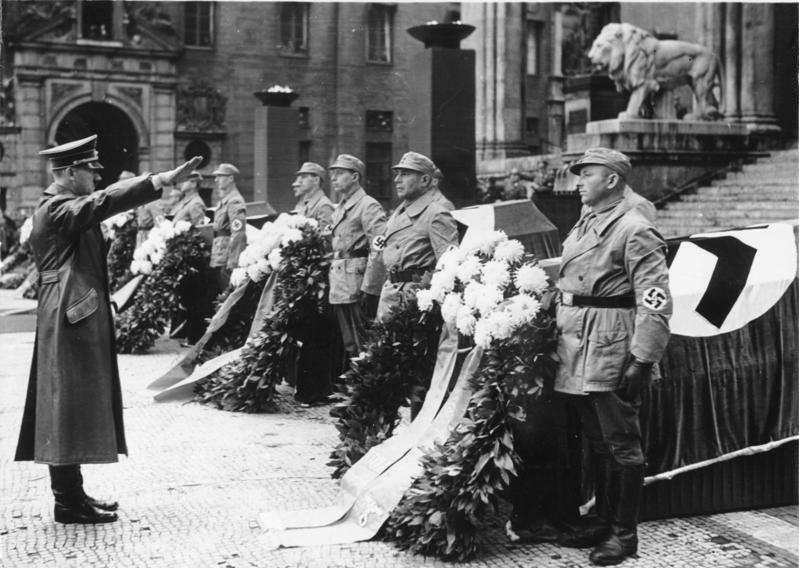
Adolf Hitler devant la Feldherrnhalle (la halle des Maréchaux) rend hommage le 11 novembre 1939 aux victimes nazies de l'attentat de la Bürgerbräukeller, qui a eu lieu 3 jours plus tôt.

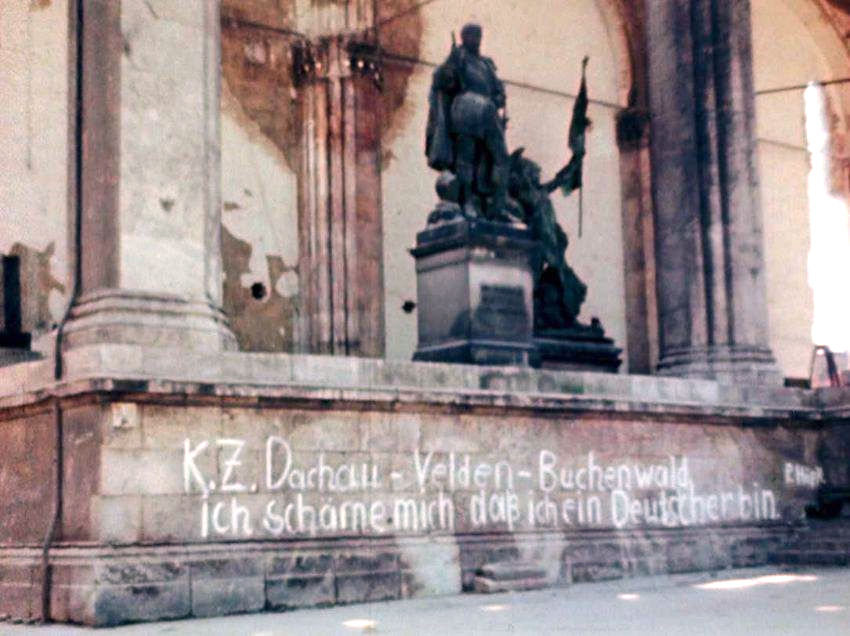
Le monument Feldherrnhalle à Munich après l'entrée de l'armée américaine en 1945. Un anonyme a inscrit à la peinture blanche sur le monument : « Camps de concentration de Dachau - Velden - Buchenwald / j'ai honte d'être un Allemand. »

Hauptstadt der Bewegung (en français, « la capitale du mouvement ») est le titre honorifique nazi conféré à la capitale de la Bavière, Munich, entre 1935 et 1945. Ce terme renvoie d'une part à une responsabilité spécifique de Munich et de la Bavière dans l'ascension du national-socialisme, et d'autre part à la tentative nazie de glorifier rétrospectivement, et à partir de 1935, les débuts du national-socialisme, au moment où le pouvoir se déplace effectivement à Berlin. Il impose à Munich un travail de mémoire conséquent dès 1945.

## Munich et l'ascension du nazisme
Adolf Hitler réside à Munich au 34 Schleißheimer Straße, où il vit de ses peintures, du printemps 1913 à octobre 1914. Pendant la première guerre mondiale, bien qu'étant autrichien, il demande à servir dans l'armée bavaroise, où il est accepté.
Il trouve dans le Munich d'après-guerre un contexte favorable et des soutiens importants. Après la répression sanglante de la république des conseils de Munich début mai 1919, la Bavière est dirigée après mars 1920 par Gustav von Kahr, avocat réactionnaire et séparatiste, avec le soutien du parti populaire bavarois. Une partie de la bourgeoisie munichoise, traumatisée par la révolution communiste d'avril 1919, soutient Hitler financièrement et l'introduit en société, notamment la famille Bechstein, ou les éditeurs Bruckmann et Hanfstaengl.
C'est à Munich qu'Hitler entame en février 1920 son ascension politique, transformant le DAP, Deutsche Arbeiterpartei, parti des travailleurs allemands, en parti national-socialiste des travailleurs allemands (NSDAP). Les réunions du parti se déroulent alors à la brasserie Hofbräuhaus, où Hitler fait adopter, le 24 février 1920, le programme en 25 points du NSDAP. Le parti acquiert en décembre 1920 son organe de presse officiel, le Völkischer Beobachter, l'observateur populaire, anciennement Münchener Beobachter, l'observateur munichois, grâce aux 60.000 marks provenant des fonds secrets de l'armée et détournés par Franz von Epp, Generalmajor de la Reichswehr, munichois, ancien membre fondateur des corps francs. Les bureaux du Völkischer Beobachter sont situés à Munich dans la Schellingstrasse.
Certains corps francs rejoignent massivement les Sturmabteilungen (SA) ou sections d’assaut du NSDAP après 1921. La SA est dirigée par Ernst Röhm, membre de l'état-major de la Reichswehr de Bavière.
Hitler fonde en mai 1923 la troupe d'assaut Hitler ou Stoßtrupp Hitler, qui assure sa protection personnelle et fait le coup de poing. Elle recrute ses membres parmi les proches de Hitler, dont le futur maire de Munich Karl Fiehler, mais également Sepp Dietrich et Walter Buch. et constitue l'embryon de la future SS. Hitler annonce le 8 novembre 1923 à la Bürgerbräukeller le plan de son coup d'État, connu comme le putsch de la brasserie, qui avorte et est réprimé le lendemain. Hitler est jugé à Munich puis condamné à cinq années de détention pour haute trahison le 1er avril 1924. Incarcéré quelques mois à la prison bavaroise de Landsberg, où il rédige Mein Kampf, il bénéficie d'une libération anticipée le 20 décembre 1924. Mein Kampf est imprimé à Munich, à proximité de l'Isartor.
Le Palais Barlow de style classique de la rue Brienner est acquis par le NSDAP avec l'aide de l'industriel Fritz Thyssen le 26 mai 1930. La centrale nationale du parti y emménage en 1931 depuis le 30 Schellingstrasse. Le bâtiment devient la « braunes Haus », la maison brune. Après l'accession au pouvoir de Hitler, le camp de concentration de Dachau est créé par Himmler à l'emplacement d'une ancienne fabrique de poudre, à 17 km de Munich, dès le 22 mars. C'est le premier du genre, d'abord géré par la police du Land de Bavière avant d'être confié le 11 avril 1933 à la SS. Sous le commandement de Theodor Eicke de juin 1933 à 1939, le camp de Dachau accueille également la formation des SS, en garnison à proximité immédiate du camp. L'ensemble des camps de concentration allemands est soumis à l'autorité d'Eicke après juillet 1934 : il les réorganise selon le modèle de Dachau, qui devient une « école de la terreur ».
C'est également de Munich qu'Hitler procède à la mise au pas de la SA, après la Nuit des Longs Couteaux en juin 1934.

## Capitale du mouvement après 1935
Munich est tout d'abord et dès 1933 la « ville de l'art allemand ». Destinée à offrir un sanctuaire à l'art nazi, la Haus der Kunst (maison de l'art allemand) est érigée entre 1933 et 1937 selon les plans de l'architecte Paul Troost, sur les ruines de l'ancien palais des glaces détruit en 1931 par un incendie. Consacrée à la glorification du « véritable art allemand » par opposition à « l'art dégénéré », la Haus der Kunst inaugure en octobre 1939 un Tag der deutschen Kunst (Journée de l'art allemand). De juin à novembre 1937, Munich a également accueilli une grande exposition consacrée à l'art dégénéré dans les locaux de la Hofgartenarkade.
Lors des scrutins régionaux qui suivent l’élection présidentielle de 1932, le NSDAP renforce ses positions et arrive partout en tête en Allemagne, sauf en Bavière, où il plafonne à 24,9 %. Après l'accession d'Hitler au pouvoir, et lors des élections du 5 mars 1933, Munich vote à 37,8 % pour le NSDAP, bien en deçà de la moyenne nationale à 43,9%. Lorsque Hitler nomme Munich « Capitale du mouvement » le 2 août 1935, il s'agit donc de créer le mythe d'une ville tout entière acquise au nazisme dès le début du mouvement, et de rendre hommage aux combattants des premières heures. Le 9 novembre devient le « jour du mouvement », afin d'honorer les nazis tombés lors de la tentative de coup d'État de 1923.
Deux Ehrentempel (temples d'honneur) sont construits sur la Königsplatz et accueillent dans des sarcophages de plomb les corps de ces « témoins sanglants du mouvement », érigés en martyrs. Le quartier de Königsplatz et de Maxvorstadt devient le quartier du parti nazi, accueillant deux ouvrages de grande ampleur conçus par Paul Troost, le Führerbau (bâtiment du Führer) où sont signés les accords de Munich et le Verwaltungsbau (bâtiment de l'administration). Le palais Wittelsbach, détruit pendant la guerre, abrite la centrale de la Gestapo. La Königsplatz est un des lieux des autodafés des livres interdits, il accueille parades militaires et festivités nazies.
C'est à Munich que se tient les 29 et 30 septembre 1938 la conférence qui décide de l'annexion des Sudètes par l'Allemagne. À l'issue d'un entretien avec Hitler le 9 novembre 1938, "jour du mouvement", et depuis l'ancien hôtel de ville de Munich, Joseph Goebbels appelle aux persécutions anti-juives et aux pogroms de la Nuit de Cristal.
Georg Elser, résistant, fait exploser une bombe la veille du jour du mouvement, le 8 novembre 1939, dans la brasserie Bürgerbräukeller, mais Hitler, Goebbels, Frank, Ribbentrop ont quitté la salle quelques minutes avant l'explosion. Hitler rend hommage aux victimes nazies de l'attentat le 11 novembre à la Feldherrnhalle, lieu emblématique de la tentative de putsch de 1923.
Munich est une des cinq « villes du Führer », avec Hambourg, Nuremberg, Linz et Berlin. D'autres villes allemandes et certaines villes annexées pendant la guerre reçoivent elles aussi des appellations honorifiques. Eisenhower, lors de la prise de Munich le 30 avril 1945, fait référence à « l'antre de la bête nazie ». En 1945, Munich est en grande partie détruite par les bombardements.

## Travail de mémoire et commémoration
Le musée de la ville de Munich propose une exposition permanente consacrée à Munich, capitale du mouvement. En ville, de très nombreux monuments et plaques commémoratives rappellent le destin des victimes munichoises du national-socialisme, parmi lesquelles Georg Elser et les membres du mouvement de la Rose blanche. Des scandales comme celui de la rue Hilble ont conduit la ville de Munich à confier en 2010 à l'université Ludwig-Maximilian un travail d'enquête historique sur le rôle et l'implication des fonctionnaires municipaux dans le troisième Reich.
La maison brune, détruite pendant la guerre, et dont seules les fondations avaient été conservées, abrite depuis le 30 avril 2015 dans un nouveau bâtiment le centre de documentation sur l'histoire du national-socialisme sur le modèle du Centre de documentation de Cologne.

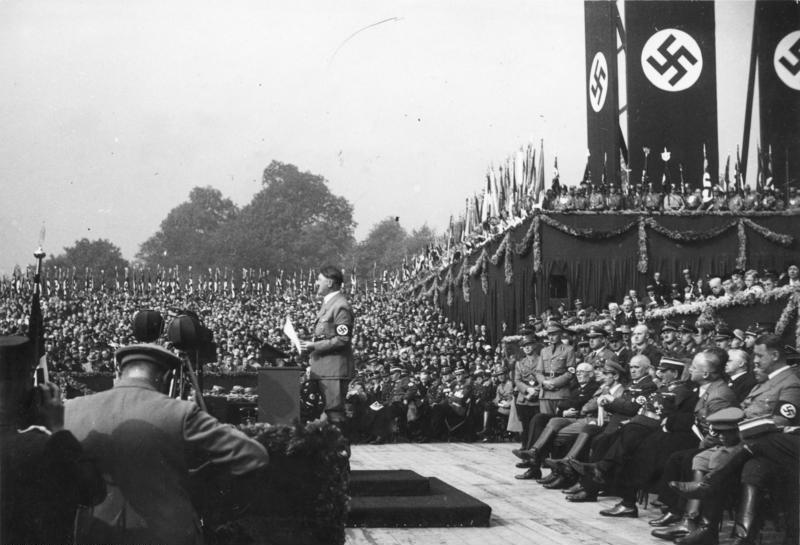
Discours de Hitler lors de la pose de la première pierre de la Haus der deutschen Kunst, la maison de l'art allemand, le 15 octobre 1933
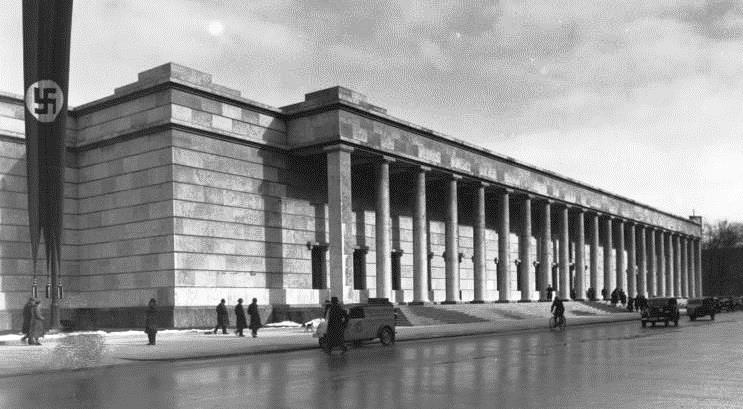
La Haus der deutschen Kunst, Maison de l'art allemand, Munich, entre 1933 et 1937
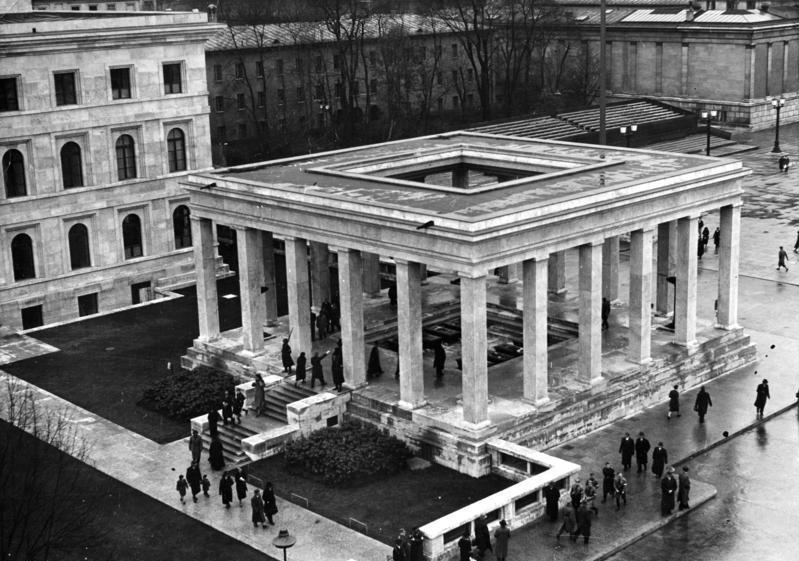
Un des deux Ehrentempel, temple d'honneur de la Königsplatz, 9 novembre 1936
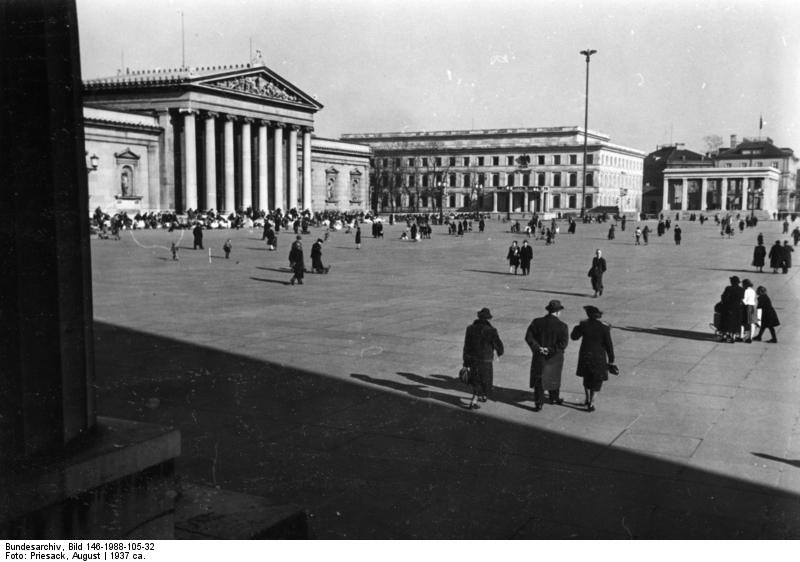
La Königsplatz vue des Propylées vers la Glyptothèque (à gauche), le Führerbau ou bâtiment du Führer (milieu) et un des deux Ehrentempel, temple d'honneur, en 1937
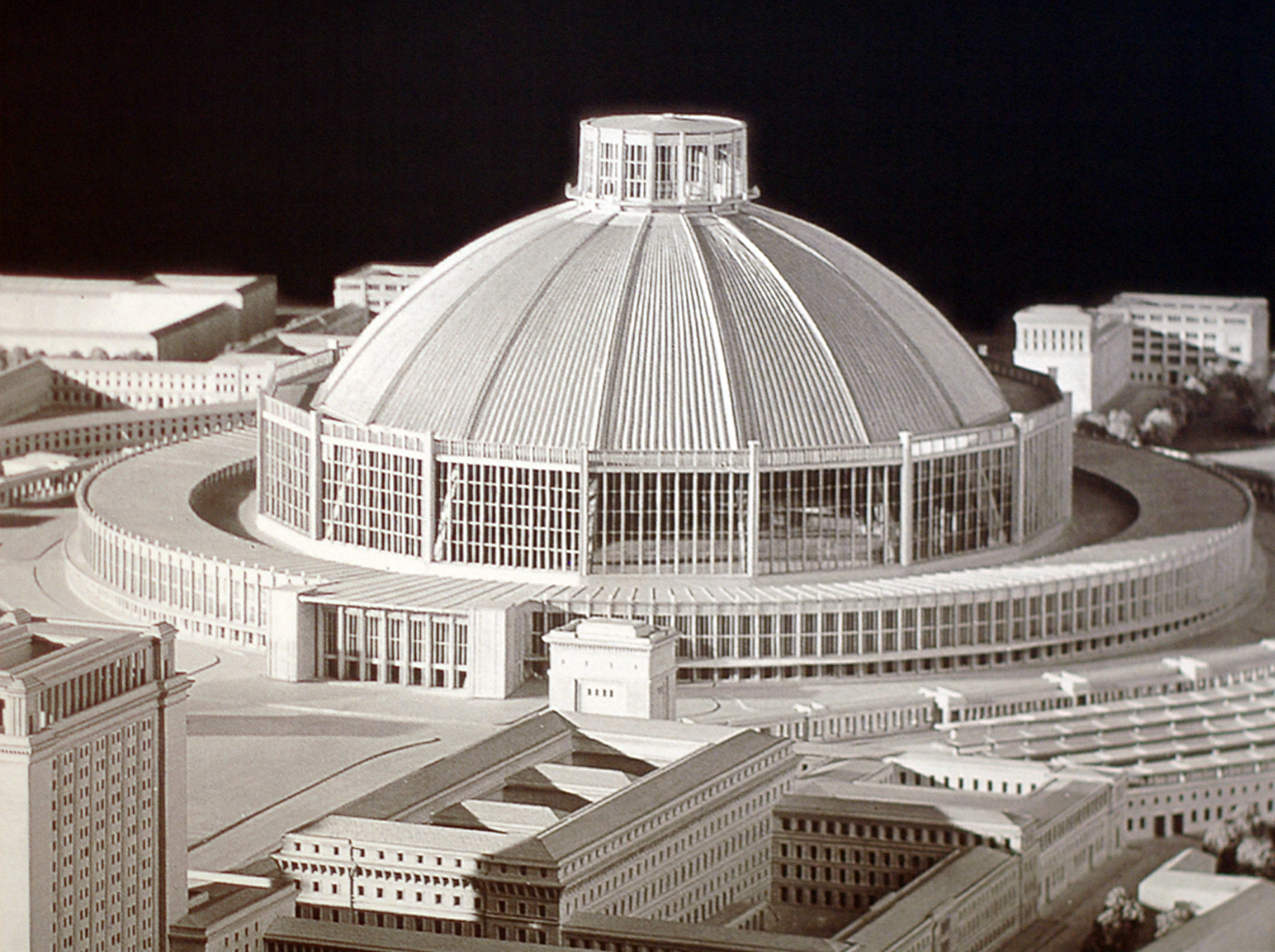
Modèle du projet de nouvelle gare centrale pour Munich
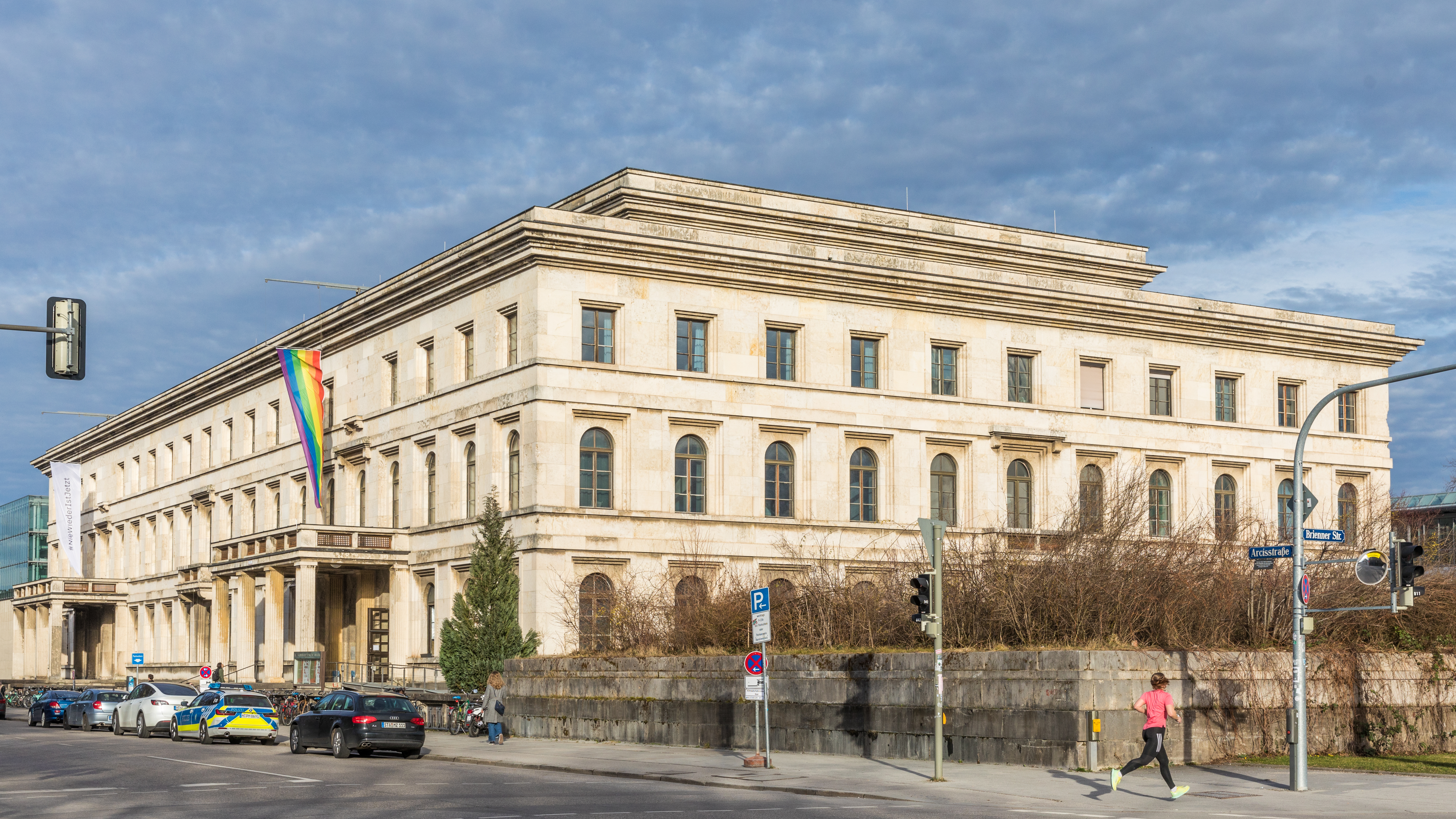
L'ancien Führerbau abrite aujourd'hui le conservatoire de musique et théâtre de Munich.
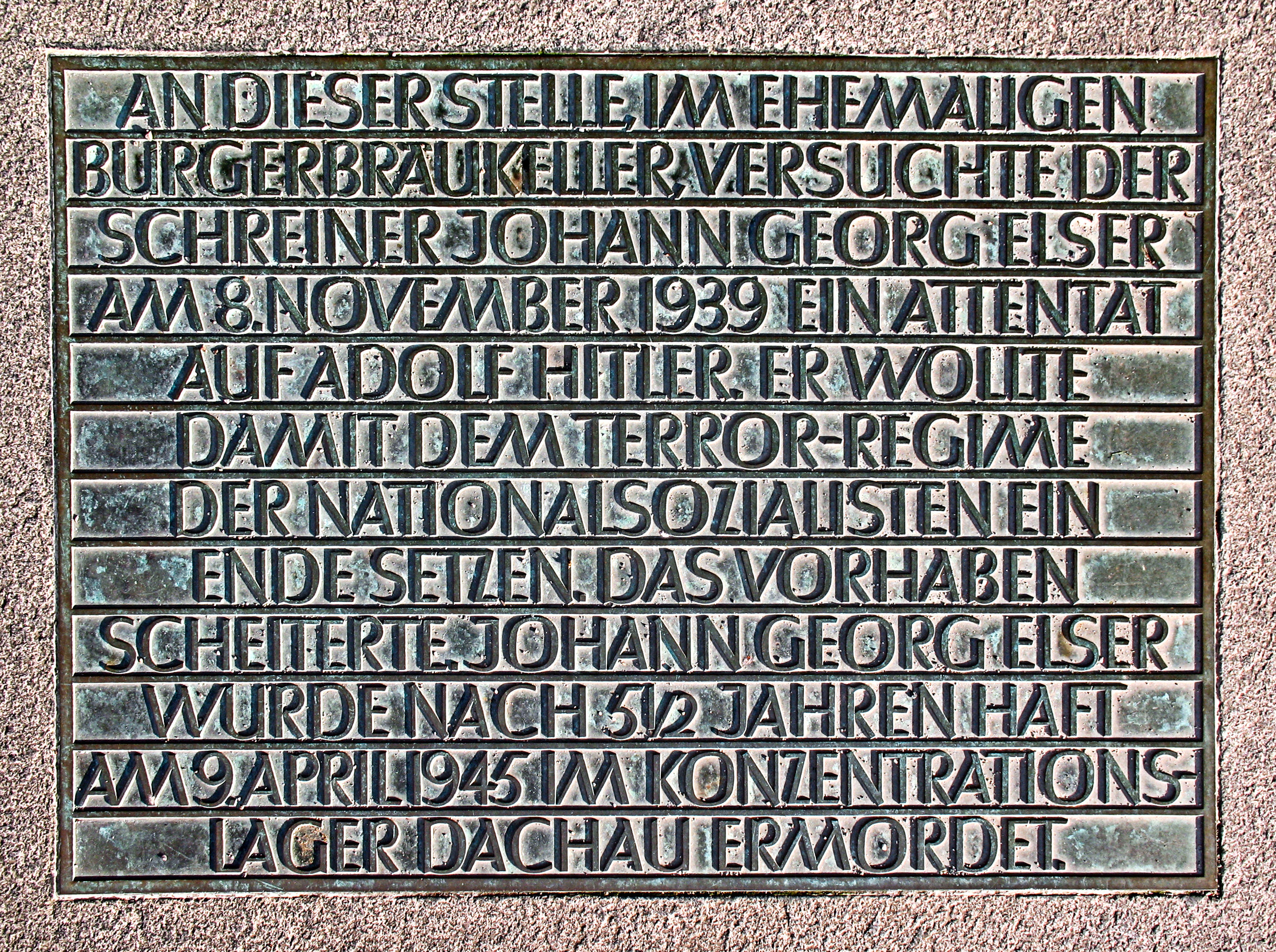
Plaque en mémoire de Georg Elser